# Barranca (tỉnh)
Tỉnh Barranca (tiếng Tây Ban Nha: Provincia de Barranca) là một tỉnh thuộc vùng Lima của Peru. Tỉnh Barranca có diện tích 1356 km², dân số thời điểm theo điều tra dân số ngày 11 tháng 7 năm 1993 là 114051 người. Tỉnh lỵ đóng ở Barranca.